# Jonas Philipsson
Jonas Philipsson, född 1827, död 1891, var en svensk journalist och författare som ofta skrev humoristiska texter. Tillsammans med Viktor Rydberg gav han ut den politisk-satiriska tidningen Tomtebissen.